# (224067) Colemila
(224067) Colemila est un astéroïde de la ceinture principale.

## Description
(224067) Colemila est un astéroïde de la ceinture principale. Il fut découvert le 8 juillet 2005 à Wrightwood par James Whitney Young. Il présente une orbite caractérisée par un demi-grand axe de 2,37 UA, une excentricité de 0,13 et une inclinaison de 2,6° par rapport à l'écliptique.